# Susan Hampshire
Susan Hampshire, Lady Kulukundis (Londra, 12 maggio 1937) è un'attrice britannica, attiva in campo teatrale, televisivo e cinematografico.

## Biografia
Attiva in campo televisivo sin dagli anni 50, divenne nota al grande pubblico nel 1963 con il film Le tre vite della gatta Tomasina, cui seguirono apparizioni in serie TV come Gioco pericoloso. 
Nel 1966 apparve nel primo episodio della serie Kronos - Sfida al passato, nel ruolo di Althea Hall, una passeggera del transatlantico Titanic.
Tra il 1970 e il 1973 vinse tre Premi Emmy per le sue interpretazioni ne La saga dei Forsyte, The First Churchills e Vanity Fair. Susan Hampshire recitò anche in numerosi musical e opere teatrali al West End londinese, tra cui Follow That Girl (1960) e A Little Night Music (1989). Dopo che le fu diagnosticata la dislessia all'età di trent'anni, l'attrice si batté in diverse campagne per sensibilizzare l'opinione pubblica sull'argomento; per il suo attivismo è stata resa Ufficiale dell'Ordine dell'Impero Britannico nel 1995 e Commendatore nel 2018.
È stata sposata con Pierre Granier-Deferre dal 1967 al 1974 e la coppia ebbe due figli. Nel 1981 si risposò con Sir Eddie Kulukundis, da cui ottenne il titolo.

## Filmografia

### Cinema
- The Woman in the Hall, regia di Jack Lee (1947)
- Idol on Parade, regia di John Gilling (1959)
- Su e giù per le scale (Upstairs and Downstairs), regia di Ralph Thomas (1959) Non accreditata
- Espresso Bongo (Expresso Bongo), regia di Val Guest (1959) Non accreditata
- During One Night, regia di Sidney J. Furie (1960)
- The Long Shadow, regia di Peter Maxwell (1961)
- Le tre vite della gatta Tomasina (The Three Lives of Thomasina), regia di Don Chaffey (1963)
- La doppia vita di Dan Craig (Night Must Fall), regia di Karel Reisz (1964)
- Wonderful Life, regia di Sidney J. Furie (1964)
- Tutti per uno (A Hard Day's Night), regia di Richard Lester (1964) Non accreditata
- Un uomo e due donne (Paris au mois d'août), regia di Pierre Granier-Deferre (1966)
- Il principe di Donegal (The Fighting Prince of Donegal), regia di Michael O'Herlihy (1966)
- La grande sfida a Scotland Yard (The Trygon Factor), regia di Cyril Frankel (1966)
- The Violent Enemy, regia di Don Sharp (1967)
- Quei temerari sulle loro pazze, scatenate, scalcinate carriole (Monte Carlo or Bust!), regia di Ken Annakin (1969)
- Malpertuis, regia di Harry Kümel (1971)
- Vivere in libertà (Living Free), regia di Jack Couffer (1972)
- Time for Loving, regia di Christopher Miles (1972)
- Nè mare nè sabbia (Neither the Sea Nor the Sand), regia di Fred Burnley (1972)
- Un battito d'ali dopo la strage (Le fils), regia di Pierre Granier-Deferre (1973) Non accreditata
- Peccato mortale (No encontré rosas para mi madre), regia di Francisco Rovira Beleta (1973)
- Bang!, regia di Jan Troell (1977)
- Eve Buckingham, regia di Michael Audreson - cortometraggio (2001)
- Another Mother's Son, regia di Christopher Menaul (2017)
- An Ideal Husband, regia di Jonathan Church (2018)
- Smyrni mou agapimeni, regia di Grigoris Karantinakis (2021)

### Televisione
- Theatre Night – serie TV, 1 episodio (1958)
- Probation Officer – serie TV, 1 episodio (1959)
- Armchair Theatre – serie TV, 1 episodio (1961)
- Avventure in paradiso (Adventures in Paradise) – serie TV, 1 episodio (1961)
- Sir Francis Drake – serie TV, 1 episodio (1962)
- The Andromeda Breakthrough, regia di John Elliot e John Knight – miniserie TV (1962)
- Katy – serie TV, 8 episodi (1962)
- ITV Television Playhouse – serie TV, 2 episodi (1963)
- First Night – serie TV, 1 episodio (1964)
- Gioco pericoloso (Danger Man) – serie TV, 2 episodi (1965)
- Court Martial – serie TV, 1 episodio (1965)
- Kronos - Sfida al passato (The Time Tunnel) – serie TV, 1 episodio (1966)
- Coronet Blue – serie TV, 1 episodio (1967)
- La saga dei Forsyte (The Forsyte Saga) – serie TV, 14 episodi (1967)
- Jackanory – serie TV, 5 episodi (1967)
- Vanity Fair, regia di David Giles – miniserie TV (1967)
- Theatre 625 – serie TV, 1 episodio (1968)
- BBC Play of the Month – serie TV, 1 episodio (1969)
- The First Churchills, regia di David Giles – miniserie TV (1969)
- David Copperfield, regia di Delbert Mann – film TV (1970)
- NET Playhouse – serie TV, 1 episodio (1971)
- Una testa di lupo mozzata (Baffled!), regia di Philip Leacock – film TV (1972)
- Il dottor Jekyll e Mister Hyde (Dr. Jekyll and Mr. Hyde), regia di David Winters – film TV (1973)
- La dinastia del potere (The Pallisers), regia di Ronald Wilson e Hugh David – miniserie TV (1974)
- Thriller – serie TV, 1 episodio (1975)
- The Story of David, regia di David Lowell Rich e Alex Segal – film TV (1976)
- Dick Turpin – serie TV, 2 episodi (1981)
- The Barchester Chronicles, regia di David Giles – miniserie TV, 5 episodi (1982)
- Leaving – serie TV, 12 episodi (1984-1985)
- Don't Tell Father – serie TV, 6 episodi (1992)
- The Grand – serie TV, 18 episodi (1997-1998)
- Ritorno a casa (Coming Home), regia di Giles Foster – miniserie TV, 1 episodio (1998)
- Nancherrow, regia di Simon Langton – miniserie TV (1999)
- Sparkling Cyanide, regia di Tristram Powell – film TV (2003)
- Monarch of the Glen – serie TV, 60 episodi (2000-2005)
- The Royal – serie TV, 2 episodi (2009)
- Casualty – serie TV, 2 episodi (2011-2013)
- L'ispettore Barnaby (Midsomer Murders) – serie TV, 1 episodio (2017)

## Riconoscimenti
- Primetime Emmy Awards
  - 1970 – Migliore attrice protagonista in una serie drammatica per La saga dei Forsyte
  - 1971 – Migliore attrice protagonista in una serie drammatica per The First Churchills